# 유체이탈

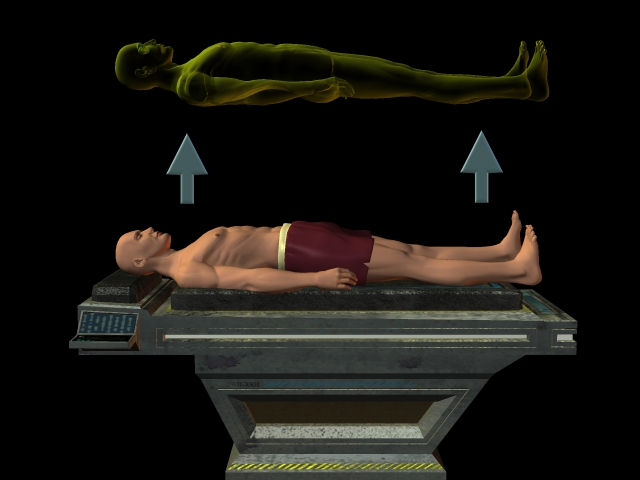
유체이탈을 묘사한 그림.

유체이탈(幽體離脫, 영어: out-of-body experience, OBE, OOBE)은 사람이 육체 밖의 세상을 인지하는 경험이다. OBE는 문자 그대로 "스스로를 본다"는 오토스코피(autoscopy)의 일종이지만 오토스코피는 두 번째 자신 도펠겡어를 보는 병리 조건을 가리키는 것이 더 일반적이다.
유체이탈이라는 용어는 1943년 G. N. M. 티렐이 저서 Apparitions에 도입한 것으로, 실리아 그린, 로버트 몬로 등의 연구가들에 의해 아스트랄 투사, 영혼 여행, 걷는 영혼(spirit walking) 등의 신앙중심적 용어의 대안으로 채택되었다. OBE는 인간의 정신적 외상, 지각 상실, 임사 체험, 분열성 환각성 약물, 탈수, 수면, 뇌의 전기적 자극 등에 의해 유도될 수 있다. 의도적으로 유도하는 것도 가능하다. 10명 중 1명이 자신의 생애에서 유체이탈을 한 차례, 더 일반적으로는 수 차례 경험한다.

## 형용사적 표현
유체이탈 화법 또는 유체이탈 표현에서 유체이탈은 형용사로 쓰인다.  이 때, 유체이탈이란, 현재 상황을 전혀 알지 못하고, 사실 확인을 하지 못한 체 전혀 다른 이야기를 함으로써 듣는 자나 제 삼자가 황당무계한 감정을 느끼는 경우를 말한다.  이런 표현은 정치적으로 상대 당의 지도자가 현 상황을 전혀 파악하지 못한 상태에서 대국민 발언을 할 때, 사용되기도 한다.

## OBE 이론

### 심리학
인지 과학 및 심리학 분야에서 OBE는 다양한 심리적 및 신경학적 요인에서 발생하는 해리적 경험으로 간주된다. 과학자들은 OBE를 초자연적인 것에 의존하지 않고 꿈이나 의식의 변화된 상태와 같은 정신 상태에서 발생하는 경험으로 간주한다.
Charles Richet(1887)는 OBE가 피험자의 기억과 상상 과정에 의해 생성되며 꿈과 다르지 않다고 주장했다. James H. Hyslop(1912)은 OBE가 잠재 의식의 활동이 피험자가 다른 물리적 위치에 있는 것처럼 보이기 위해 특정 이미지를 극화할 때 발생한다고 주장했다. Eugéne Osty(1930)는 OBE가 상상의 산물에 불과하다고 생각했다. 다른 초기 연구자(예: Schmeing, 1938)는 심리생리학적 이론을 뒷받침했다. G. N. M. Tyrrell은 OBE를 잠재의식적 성격 수준과 관련된 환각적 구성물로 해석했다.
Donovan Rawcliffe(1959)는 OBE 경험을 정신병과 히스테리와 연결했다. 다른 연구자들은 OBE 현상을 신체 이미지의 왜곡(Horowitz, 1970)과 비인격화(Whitlock, 1978)의 관점에서 논의했다. 심리학자 Nandor Fodor(1959)와 Jan Ehrenwald(1974)는 OBE가 죽음의 위협에 대처하기 위해 고안된 방어 메커니즘이라고 제안했다. (Irin과 Watt, 2007)에 따르면 Jan Ehrenwald는 체외 경험(OBE)을 "불멸에 대한 탐구에 대한 상상의 확인, 우리가 물리적 신체와 독립적으로 존재하는 영혼을 소유하고 있다는 것을 확신하려는 망상적인 시도"로 설명했다. 심리학자 Donald Hebb(1960)와 Cyril Burt(1968)는 신체 이미지와 시각적 이미지를 포함하는 OBE의 심리적 해석에 대해 글을 썼다. Graham Reed(1974)는 OBE가 사랑의 상실과 같은 고통스러운 상황에 대한 스트레스 반응이라고 제안했다. John Palmer(1978)는 OBE가 개인적 정체성에 위협을 가하는 신체 이미지 변화에 대한 반응이라고 썼다.
칼 세이건(1977)과 바바라 호네거(1983)는 OBE 경험이 일부 OBE 경험자들이 터널과 같은 통로와 탯줄과 같은 연결에 대해 보고한 바에 따르면 환생 환상이나 출생 과정을 다시 경험한 것에 기반을 두고 있을 수 있다고 기술했다. 수잔 블랙모어(1978)는 OBE가 상상적 지각, 지각 왜곡, 자아에 대한 환상적 지각(예: 신체가 없는 것)의 특징을 가지고 있기 때문에 환각적 환상이라고 결론지었다. 로널드 지겔(1980)도 OBE가 환각적 환상이라고 기술했다.
하비 어윈(1985)은 주의 인지 과정과 체감 감각 활동을 포함하는 OBE 이론을 제시했다. 그의 이론에는 심리적 흡수로 알려진 인지적 성격 구조가 포함되었고, OBE의 분류 사례를 자기 관찰, 비인격화 및 정신적 해리의 예로 들었다. 심리생리학자 스티븐 라베르지(1985)는 OBE에 대한 설명이 명확한 꿈에서 찾을 수 있다고 기록했다. 데이비드 허퍼드(1989)는 OBE 경험을 그가 악몽에서 깨어나는 경험, 즉 수면 마비의 한 유형으로 묘사한 현상과 연결했다. 다른 과학자들도 OBE를 수면 마비(발작성 졸음증)와 연결했다.
사례 연구에서 환상 경향성은 OBE를 경험하지 않은 사람보다 OBE 경험자 사이에서 더 높은 것으로 나타났다. 데이터는 일부 경우 OBE 경험과 환상 경향성 성격(FPP) 간의 연관성을 보여주었다. 167명의 참가자를 대상으로 한 사례 연구에서 발견된 사실은 OBE를 경험했다고 주장한 사람들이 "더욱 환상에 빠지기 쉽고, 초자연적 현상에 대한 믿음이 더 높으며, 더 심한 신체형 해리를 보였다"고 한다. 연구에 따르면 OBE는 인지-지각 분열증과 관련이 있는 것으로 나타났다.

### 초심리학
초심리학과 오컬트 분야의 작가들은 OBE가 심리적이지 않으며 영혼, 정신 또는 미묘한 신체가 신체에서 분리되어 먼 곳을 방문할 수 있다고 주장했다. 신체 밖 경험은 빅토리아 시대의 영적 문학에서 "여행하는 투시력"으로 알려졌다. 고대 인도 경전에서 이러한 의식 상태는 Turiya라고도 하며, 이는 깊은 요가 및 명상 활동을 통해 달성할 수 있으며, 이 활동을 통해 요기는 마음과 신체의 이원성에서 해방되어 의도적으로 신체를 떠나 다시 신체로 돌아갈 수 있다. 이 여정을 수행하는 신체를 "Vigyan dehi"(과학적 신체)라고 한다. 심령 연구자 Frederic Myers는 OBE를 "심령 여행"이라고 불렀다. OBE의 주장된 사례를 설명한 초기 연구는 1886년 심령 연구자 Edmund Gurney, Myers, Frank Podmore가 출판한 2권짜리 Phantasms of the Living이었다. 이 책은 거의 모든 사례에서 일화적인 보고에 증거적 근거가 부족했기 때문에 과학계에서 크게 비판을 받았다.
신지학자 Arthur Powell(1927)은 OBE의 미묘한 신체 이론을 옹호한 초기 저자였다. Sylvan Muldoon(1936)은 OBE 경험을 설명하기 위해 에테르체 개념을 수용했다. 심령 연구자 Ernesto Bozzano(1938)도 드문 상황에서 "에테르체"가 물리적 육체에서 벗어날 수 있는 이중 위치라는 관점에서 OBE 경험의 현상을 설명하는 유사한 견해를 지지했다. 미묘한 신체 이론은 Ralph Shirley(1938), Benjamin Walker(1977), Douglas Baker(1979)와 같은 오컬트 작가들에 의해 뒷받침되었다. James Baker(1954)는 OBE 동안 정신체가 "우주 간 영역"에 들어간다고 기술했다. Robert Crookall은 여러 출판물에서 OBE의 미묘한 신체 이론을 뒷받침했다.
OBE에 대한 초자연적 해석은 초심리학 연구 내의 모든 연구자에 의해 뒷받침되지는 않았다. Gardner Murphy(1961)는 OBE가 "초자연적 요인에 의존하지 않고 점점 더 이해하기 시작하고 있는 일반 심리학의 알려진 영역과 크게 다르지 않다"고 기술했다.
1970년대에 Karlis Osis는 초능력자 Alex Tanous와 함께 많은 OBE 실험을 수행했다. 이러한 실험 시리즈 중 하나에서 그는 OBE 상태에 있는 동안 멀리 떨어진 곳에 배치된 색깔 있는 표적을 식별할 수 있는지 물었다. Osis는 197회 시도에서 114회 명중이 있었다고 보고했다. 그러나 실험의 통제는 비판을 받았고, Susan Blackmore에 따르면 108회 명중은 우연만으로 예상되었을 것이기 때문에 최종 결과는 특별히 중요하지 않았다. Blackmore는 결과가 "OBE에서 정확한 지각에 대한 증거를 제공하지 않는다"고 언급했다.
1977년 4월, Maria라는 이름으로 알려진 Harborview Medical Center의 환자가 체외 경험을 경험했다고 주장했다. 그녀는 OBE 동안 자신의 몸과 병원 밖으로 떠다녔다고 주장했다. Maria는 나중에 사회복지사 Kimberly Clark에게 OBE 동안 건물 북쪽 3층 창문 선반에 테니스화를 보았다고 말했다. Clark은 그런 다음 건물의 북쪽 윙으로 가서 창밖을 내다보니 선반 중 하나에 테니스화가 있는 것을 볼 수 있었다. 클라크는 1984년에 이 이야기를 출판했다. 그 이후로 이 이야기는 많은 초자연적 책에서 영혼이 육체를 떠날 수 있다는 증거로 사용되었다.
1996년에 Hayden Ebbern, Sean Mulligan, Barry Beyerstein이 의료 센터를 방문하여 클라크의 이야기를 조사했다. 그들은 같은 선반에 테니스화를 올려놓았고 건물 내부에서도 볼 수 있었고 침대에 누워 있는 환자가 쉽게 볼 수 있었음을 발견했다. 그들은 또한 테니스화가 건물 외부에서도 쉽게 볼 수 있다는 것을 발견했고 마리아가 병원에 있는 3일 동안 테니스화에 대한 말을 우연히 듣고 OBE에 통합했을 것이라고 제안했다. 그들은 "마리아의 이야기는 초자연적 설명을 추구하는 OBE 연구자들의 순진함과 희망적 사고의 힘을 보여줄 뿐이다"라고 결론지었다. 클라크는 사건이 발생한 지 7년이 지나서야 사건에 대한 설명을 출판했고, 이로 인해 이야기에 의심이 제기되었다. Richard Wiseman은 이 이야기가 초자연적인 어떤 것에 대한 증거는 아니지만 "사실을 확인할 수 없거나 독자들에게 이야기의 회의적인 측면을 제시하기를 꺼린 작가들이 끝없이 반복해 왔다"고 말했다. Clark은 별도의 논문에서 제기된 비난에 응답했다.

#### 아스트랄 투사
아스트랄 투사는 하나 이상의 물리적이지 않은 비육체적인 차원과 이와 연관된 신체가 육체적인 것을 넘어서는 것으로 추정되는 유체이탈 경험의 초상현상적 해석이다. 일반적으로 이러한 차운을 아스트랄(astral), 에테르적(etheric), 영적(spiritual)이라고 부른다. 아스트랄 투사는 영혼이나 영체가 육체를 떠나 영의 세계나 아스트랄계(astral plane)로 여행을 떠나는 것 경험으로 이야기되기도 한다.

## 종교

### 불교
불교에서는 유체이탈한 몸을 법신이라고 부른다.

### 도교
도교에서는 유체이탈한 몸을 원신. 양신이라고 부른다.

## 같이 보기
- 앨리스 증후군
- 임사 체험(NDE)
- 스키조타이피
- 미라지
- 원신갱생
- 양신출태

## 내용주
1. ↑  G. N. M. Tyrrell, Apparitions, Gerald Duckworth and Co. Ltd, London, 1943, pp. 149. ISBN 978-1169831537
2. ↑  C.E. Green, Out-of-the-body Experiences, Hamish Hamilton, London, 1968. ISBN 978-0345248435
3. ↑  Robert Monroe Journeys Out of the Body, 1971. ISBN 0-385-00861-9
4. ↑  Aspell, Jane; Blanke, Olaf. (2009). Understanding the out-of-body experience from a neuroscientific perspective 보관됨 2019-07-05 - 웨이백 머신 in Psychological Scientific Perspectives on Out of Body and Near Death Experiences Psychology Research Progress. New York: Nova Science Publishers. ISBN 978-1607417057
5. ↑  Brent, S. B. ( 1979). Deliberately induced, premortem, out-of-body experiences: An experimental and theoretical approach. In B. Kastenbaum (Ed.), Between life and death (pp. 89- 123). New York: Springer. ISBN 978-0826125408
6. ↑  Blackmore, Susan (1984). "A Postal Survey of OBEs and Other Experiences" 보관됨 2016-06-27 - 웨이백 머신.
7. ↑  “(Aug. 24, 2007) First Out-of-body Experience Induced In Laboratory Setting”. ScienceDaily. 2007년 8월 24일. 2011년 10월 6일에 확인함.
8. ↑  “조수진 “‘유체이탈 발언’ 文, 대통령은 책임지는 자리””. 2021년 4월 12일에 확인함.
9. ↑  “Astral body in the Historical Terms Glossary from the website of the Parapsychological Association, retrieved August 26, 2007”. Parapsych.org. 2003년 2월 19일에 원본 문서에서 보존된 문서. 2011년 10월 6일에 확인함.

## 참고 자료
- Blackmore Susan (1984). “A psychological theory of the out-of-body experience” (PDF). 《Journal of Parapsychology》 48: 201–218. 2016년 6월 27일에 원본 문서 (PDF)에서 보존된 문서. 2019년 3월 3일에 확인함.
- Blackmore, Susan. (1982). Beyond the Body: An Investigation of Out-of-the-Body Experiences. London: Heinemann. ISBN 978-0897333443
- Blanke O, Ortigue S, Landis T, Seeck M (2002). “Stimulating illusory own-body perceptions” (PDF). 《Nature》 419 (6904): 269–270. Bibcode:2002Natur.419..269B. doi:10.1038/419269a. PMID 12239558. 2017년 8월 30일에 원본 문서 (PDF)에서 보존된 문서. 2019년 3월 3일에 확인함.
- Blanke O, Landis T, Seeck M (2004). “Out-of-body experience and autoscopy of neurological origin”. 《Brain》 127 (2): 243–258. doi:10.1093/brain/awh040. PMID 14662516.
- Blanke O, Mohr C (2005). “Out-of-body experience, heautoscopy, and autoscopic hallucination of neurological origin. Implications for mechanisms of corporeal awareness and self consciousness” (PDF). 《Brain Research Reviews》 50 (1): 184–199. doi:10.1016/j.brainresrev.2005.05.008. PMID 16019077. 2014년 6월 30일에 원본 문서 (PDF)에서 보존된 문서. 2019년 3월 3일에 확인함.
- Blanke O, Arzy S (2005). “The out-of-body experience: Disturbed self-processing at the temporal-parietal junction”. 《Neuroscientist》 11 (1): 16–24. doi:10.1177/1073858404270885. PMID 15632275.
- Bunning, S; Blanke, O. (2005). The out-of-body experience: precipitating factors and neural correlates. In Laureys, S. The boundaries of consciousness: Neurobiology and neuropathology. Progress in Brain Research, The Netherlands: Elsevier. 150: 331-350. ISBN 978-0444528766
- Brugger P, Regard M, Landis T (1997). “Illusory reduplication of one's own body: phenomenology and classification of autoscopic phenomena”. 《Cognitive Neuropsychiatry》 2 (1): 19–38. doi:10.1080/135468097396397. PMID 25420137.
- Brugger P (2002). “Reflective mirrors: Perspective-taking in autoscopic phenomena”. 《Cognitive Neuropsychiatry》 7 (3): 179–194. doi:10.1080/13546800244000076. PMID 16571536.
- Cheyne J. A; Girard T. A. (2009). “The body unbound: vestibular-motor hallucination and out of body experiences”. 《Cortex》 45 (2): 201–215. doi:10.1016/j.cortex.2007.05.002. PMID 18621363.
- Gabbard, G. O; Twemlow, A. W. (1984). With the eyes of the mind: An empirical analysis of out-of-body states. New York: Praeger Scientific. ISBN 978-0030689260
- Irwin, Harvey. (1985). Flight of Mind: A Psychological Study of the Out-Of-Body Experience. Metuchen, NJ: Scarecrow Press. ISBN 978-0810817371
- Metzinger, Thomas. (2003). The pre-scientific concept of a 'soul': A neurophenomenological hypothesis about its origin.
- Reed, Graham. (1988). The Psychology of Anomalous Experience: A Cognitive Approach. Prometheus Books. ISBN 978-0879754358
- Schwabe L.; Blanke O. (2008). “The Vestibular Component in Out-Of-Body Experiences: A Computational Approach”. 《Frontiers in Human Neuroscience》 2: 17. doi:10.3389/neuro.09.017.2008. PMC 2610253. PMID 19115017.
- Terhune D. B. (2009). “The incidence and determinants of visual phenomenology during out-of-body experiences”. 《Cortex》 45 (2): 236–242. doi:10.1016/j.cortex.2007.06.007. PMID 18621365.